# Джеймс Солтър
Джеймс Солтър (на английски: James Salter) е американски сценарист и писател на произведения в жанра исторически военен роман, мемоари, любовен роман и документалистика.

## Биография и творчество
Джеймс Солтър, с рождено име Джеймс Арнолд Хоровиц (на английски: James Arnold Horowitz), е роден на 10 юни 1925 г. в Пасаик, Ню Джърси, САЩ, в семейството на Джордж Хоровиц и Милдред Щеф. Баща му е брокер на недвижими имоти и бизнесмен. Израства в Манхатън, Ню Йорк. След завършване на гимназията „Хорас Ман“, по настояване на баща си влиза във Военната академия. Завършва година по-рано, през 1945 г., и става пилот във военновъздушните сили на САЩ.
През следващите 12 години той първоначално е пилот към транспортните войски, после през август 1948 г. завършва следдипломно обучение в Джорджтаунския университет, включва се в тактическите сили и се обучава за пилот на изтребители-прихващачи. Има повече от сто бойни мисии по време на Корейската война и се издига до чин майор. След края на войната е дислоциран в Германия и Франция, където става командир на ескадрила и ръководи екип за въздушна демонстрация.
В свободното си време пише първия си роман „Ловците“, публикуван през 1957 г. под псевдонима Джеймс Солтър. За него ползва опита си от Корея. Счита се за една от най-добрите книги за военна авиация. През 1958 г. романът е екранизиран в едноименния филм с участието на Робърт Мичъм и Робърт Уагнър. Филмовите права върху романа му позволяват да напусне през 1957 г. активната си дейност във ВВС и да се посвети на писателската си кариера.
Следващият му роман, „The Arm of Flesh“ от 1961 г., се основава на преживяванията му като пилот в Германия. През същата година окончателно напуска армията, след като е призован за активна служба заради Берлинската криза. Премества се със семейството си в Ню Йорк и законно променя името си на Солтър.
Пише сценарии за филми, първоначално за независими документални филми. С Лейн Слейт печелят награда на Венецианския филмов фестивал за филма „Team, Team, Team“. Пише и за Холивуд, но когато последният му сценарий е поръчан и отхвърлен от Робърт Редфорд (за когото пише сценария за филма „Скоростно спускане“), той го преработва в романа „Solo Faces“ (Солови лица), посветен на приятеля му Джак Керуак.
Един от най-известните му и ценени романи е „Игра и забава“, който представя любовната история на американски студент и млада французойка, разказана от неназован разказвач, който едва познава младежа, но копнее за жената, която е бившата му приятелка. Много от героите в разказите и романите му отразяват неговата страст към европейската култура и към Франция.
Произведенията му се характеризират с внимателно и икономично използване на езика. От 2000 г. е член на Американската академия за изкуства и изящна словесност. През 2012 г. е удостоен с наградата „ПЕН/Маламуд“.
Джеймс Солтър умира на 19 юни 2015 г. в Саг Харбър, щат Ню Йорк. Литературното му наследство, включително кореспонденция, ръкописи, разкази и сценарии, се съхраняват в центъра „Хари Ренсъм“ в Остин, Тексас.

## Произведения

### Самостоятелни романи
- The Hunters (1957)
- The Arm of Flesh (1961)
- A Sport and a Pastime (1967)
Игра и забава, изд. ИК „Лабиринт“, София (2014), прев. Владимир Молев
- Light Years (1975)
- Solo Faces (1979)
- Still Such (1992)
- The Water's Edge (1995)
- Cassada (1999) – нова версия на „The Arm of Flesh“
- Gods of Tin (2004)
- All That Is (2013)

### Новели
- My Lord You (2006)
- Charisma (2012)

### Сборници
- Dusk (1988)
- Last Night (2005)
- James Salter Collected Stories (2013)

### Документалистика
- Burning The Days (1997) – мемоари
- There and Then (2005)
- Life Is Meals: A Food Lover's Book of Days (2006) – с Кей Елдридж
- Life Is Meals (2010) – с Кей Салтър
- Memorable Days (2010) – с Робърт Фелпс
- Art of Fiction (2016)

### Екранизации
- 1958 Ловците, The Hunters
- 1959 Team, Team, Team
- 1969 The Appointment – сценарий
- 1969 Скоростно спускане, Downhill Racer
- 1969 Three
- 1981 С отворено сърце, Threshold
- 1996 Момчета, Boys – по разказа „Twenty Minutes“
- 1996 Broken English
- 2004 Last Night
- 2011 How It Ended – по разказа „Last Night“
- 2018 Am Strande von Tanger